# Alfa Scuti
Alfa Scuti (α Scuti, förkortad Alfa Sct, α Sct), som är stjärnans Bayer-beteckning, är en ensam stjärna i mellersta delen av stjärnbilden Skölden. Den har en genomsnittlig skenbar magnitud av 3,83 och är synlig för blotta ögat där ljusföroreningar ej förekommer. Baserat på parallaxmätning inom Hipparcosuppdraget på ca 16,4 mas, beräknas den befinna sig på ett avstånd av ca 200 ljusår (61 parsek) från solen. Stjärnan var ursprungligen en del av stjärnbilden Örnen, där med beteckning 1 Aquilae.

## Egenskaper
Alfa Scuti är en orange till röd jättestjärna av spektralklass K3 III. Den har en massa som är ca 1,3gånger solens massa, en radie som är ca 20 gånger solens radie och avger ca 186 gånger mer energi än solen från dess fotosfär vid en effektiv temperatur på ca 4 300 K.
Alfa Scuti är en misstänkt variabel stjärna med ett rapporterat intervall i magnitud av 3,81 till 3,87.